# Миладиново
Миладиново (болг. Миладиново) — село в Болгарии. Находится в Кырджалийской области, входит в общину Кырджали. Население составляет 439 человек.

## Политическая ситуация
В местном кметстве Миладиново, в состав которого входит Миладиново, должность кмета (старосты) исполняет Никола Алексиев Иванов (Национальное движение «Симеон Второй» (НДСВ)) по результатам выборов правления кметства.
Кмет (мэр) общины Кырджали — Хасан Азис (Движение за права и свободы (ДПС)) по результатам выборов в правление общины.